# Hazelton (Dakota del Nord)
Hazelton és una població dels Estats Units a l'estat de Dakota del Nord. Segons el cens del 2000 tenia 237 habitants.

## Demografia
Segons el cens del 2000, Hazelton tenia 237 habitants, 117 habitatges, i 62 famílies. La densitat de població era de 381,3 hab./km².
Dels 117 habitatges en un 21,4% hi vivien nens de menys de 18 anys, en un 47,9% hi vivien parelles casades, en un 2,6% dones solteres, i en un 47% no eren unitats familiars. En el 46,2% dels habitatges hi vivien persones soles el 29,9% de les quals corresponia a persones de 65 anys o més que vivien soles. El nombre mitjà de persones vivint en cada habitatge era de 2,03 i el nombre mitjà de persones que vivien en cada família era de 2,9.
Per edats la població es repartia de la següent manera: un 22,4% tenia menys de 18 anys, un 3,8% entre 18 i 24, un 19,4% entre 25 i 44, un 24,5% de 45 a 60 i un 30% 65 anys o més.
L'edat mediana era de 49 anys. Per cada 100 dones de 18 o més anys hi havia 97,8 homes.
La renda mediana per habitatge era de 17.778 $ i la renda mediana per família de 31.250 $. Els homes tenien una renda mediana de 25.000 $ mentre que les dones 15.625 $. La renda per capita de la població era de 12.152 $. Entorn del 17,9% de les famílies i el 20% de la població estaven per davall del llindar de pobresa.

## Poblacions properes
El següent diagrama mostra les poblacions més properes.